# 巴基斯坦国际航空
巴基斯坦國際航空是巴基斯坦的國家航空公司和国有企业，前身是東方航空，成立於1955年。总部在喀拉蚩真納國際機場。它有航班飞往24个国内和亚洲、欧洲以及北美27个国家38个国际机场。樞紐有喀拉蚩真納國際機場和拉合爾阿拉马·伊克巴勒国际机场，第二樞紐為伊斯兰堡、贝娜齐尔·布托国际机场、白沙瓦國際機場、费萨拉巴德国际机场、奎达国际机场、锡亚尔科特国际机场和木尔坦国际机场。
巴基斯坦國際航空公司受航空部 (Aviation Division) 管理，2008年5月它有18043名职员。

## 歷史

### 独立前
巴基斯坦国际航空的起始，可以回追到巴基斯坦还没有独立属于英属印度的时期。
1946年，巴基斯坦国父穆罕默德·阿里·真納意識到到未来的国家需要一个国家航空公司，因此向一名富有的商人求助。
与此同时，在加尔各答，一家新航空公司東方航空（Orient Airways）开设。
1947年2月，该航空公司购从一家德克萨斯公司买了三架道格拉斯DC-3飞机，并于同年5月获得起飞允许。6月该公司开始营业，提供从加尔各答去往实兑和仰光的服务。
1947年，巴基斯坦獨立，东方航空繼續为新成立的国家提供支援服务，不久将其基地转移到卡拉奇。

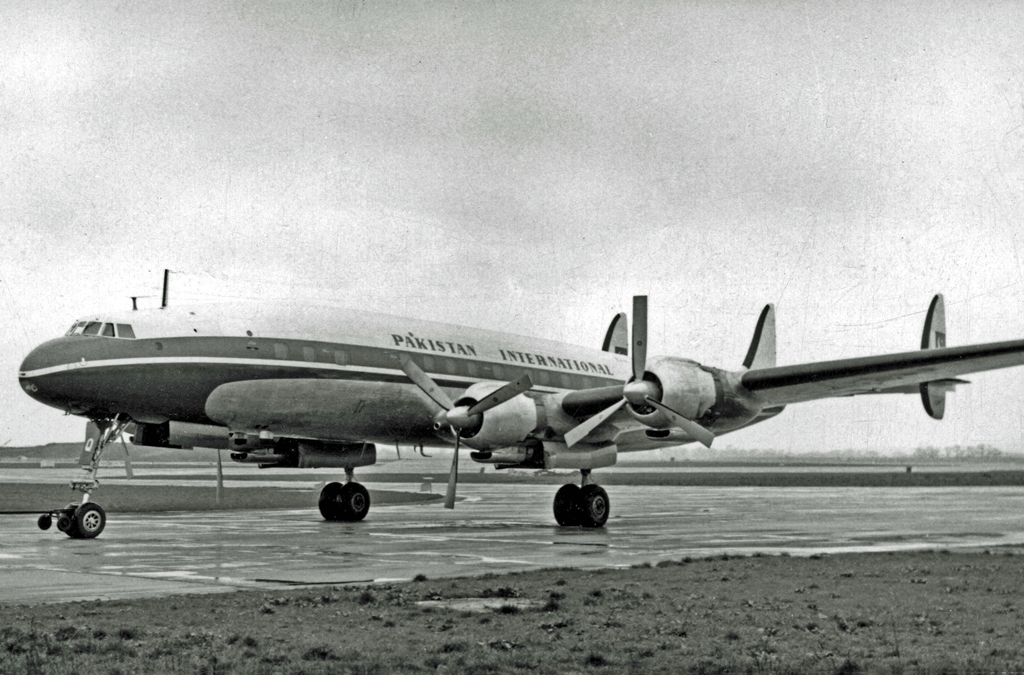
1955年一架巴基斯坦国际航空L1049C超级星座位于伦敦希斯罗机场

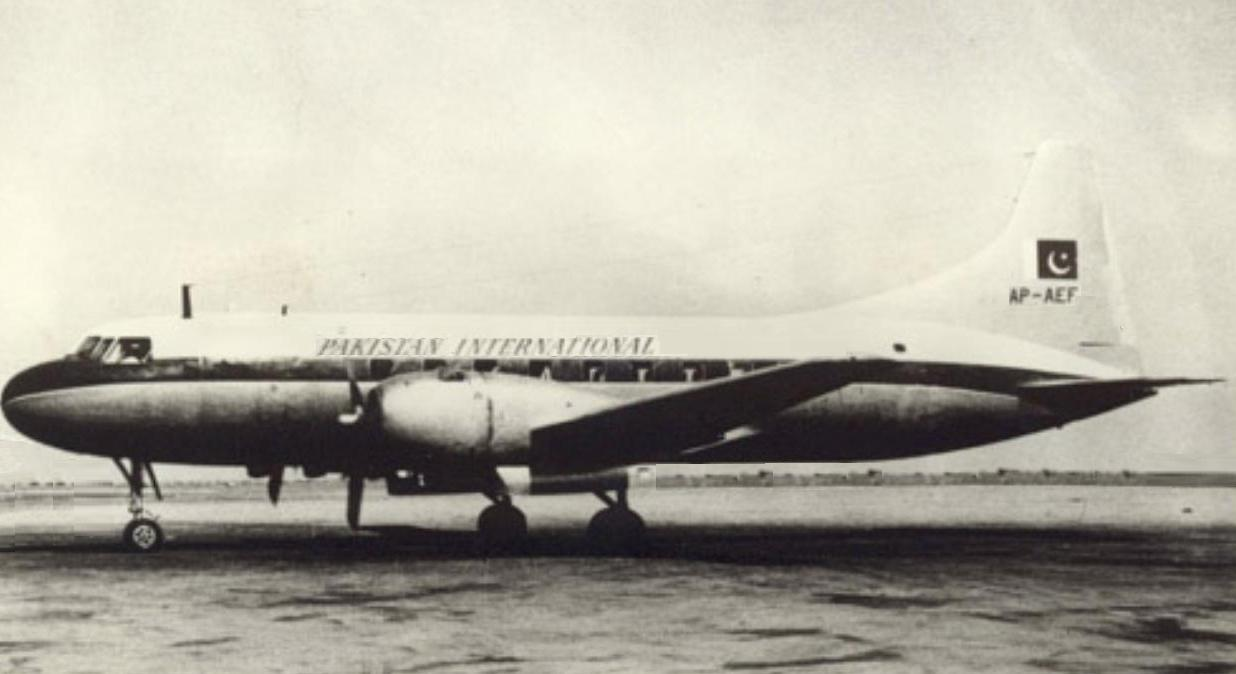
1950年代一架康维尔CV-240在卡拉奇机场

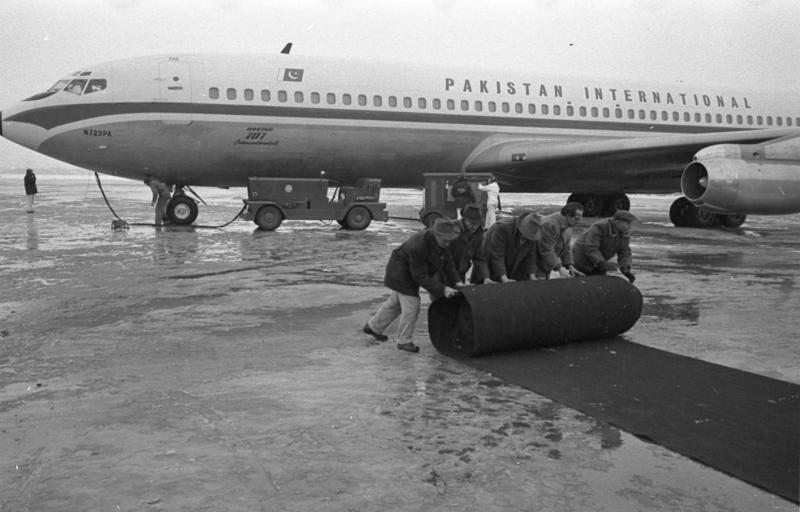
1961年一架巴基斯坦国际航空波音707在德国

### 独立后
1954年6月7日，东方航空开始提供东西巴基斯坦之间的飞行服务，比如连接卡拉奇和达卡市。
此外，它还提供两条新的国内航班：卡拉奇-拉合爾-白沙瓦和卡拉奇-奎達-拉合尔。但由于该航空公司损失严重，巴基斯坦政府建议把东方航空合并入一个新的国家航空公司。
1955年3月11日，东方航空合并入政府建议的航空公司，成为巴基斯坦国际航空。
新航空公司不仅提供国内航线，而且也建立了其第一条国际航线，从卡拉奇通过開羅國際機場和羅馬－菲烏米奇諾機場去倫敦希斯路機場。
在国际航线上服务的，是三架新买的L1049C超级星座。在国内航线上，它继续使用道格拉斯DC-3。
1956年5月，巴基斯坦国际航空定购了两架最新的洛克希德星座L-1049H型飞机和五架維克斯子爵。

#### 1960年代
1959年，空军元帅努尔·坎被任命为巴基斯坦国际航空总裁。
1960年3月，巴基斯坦国际航空从泛美航空租借了一架波音707，成为第一个拥有喷气式飞机的亚洲航空公司。
1961年，巴基斯坦国际航空使用这架飞机，开办了其第一条跨大西洋航线，由卡拉奇至纽约約翰·菲茨傑拉德·甘迺迪國際機場。
1962年，巴基斯坦国际航空定购波音720、福克F27和西科斯基飞机公司直升飞机，扩展其机队。同年，一架巴基斯坦国际航空的波音720创了最快的伦敦至卡拉奇直飞纪录（6小时43分钟51秒），这个纪录至今没有被打破。
由于技术问题，从1962年至1966年，巴基斯坦国际航空在东巴基斯坦只使用SH-3海王直昇機直升机。1966年，条件改善后，这条航线上又恢复了正常运行。
1964年，巴基斯坦与中华人民共和国建交后，巴基斯坦国际航空开始飞北京，成为第一个飞往中国的非共产主义国家。
第二次印巴战争爆发后，巴基斯坦军队征用巴基斯坦国际航空，做货流和运输服务。
1966年，維克斯子爵型飞机退役，被四架霍克薛利三叉戟型取代；后来，这些飞机被卖给了中国民用航空局。

#### 1970年代
1970年代，巴基斯坦国际航空重新开放了其跨大西洋航线，引入了新的飞行目标；努尔·坎再次被任命为总裁，在经济上也开始盈利。
1970年代初，东巴基斯坦（今孟加拉国）的政治情况恶化，大多数东西巴基斯坦之间的飞行，必须绕道斯里兰卡。印度空軍的战斗机击落了数架巴基斯坦国际航空的货运飞机。
1970年代初，利比亚和巴基斯坦政府和睦后，巴基斯坦国际航空把的黎波里加入其飞行目标，还与南斯拉夫社会主义联邦共和国的国家航空公司塞爾維亞航空签署合同。
1973年，巴基斯坦国际航空购买了麦道DC-10取代波音707。
1974年，巴基斯坦国际航空开设巴基斯坦国际货运，提供货物空运服务。
1975年，巴基斯坦国际航空在一次公开设计比赛后，引入了新的空中乘务员制服，获胜者是伊丽莎白二世的服装设计师赫迪·雅曼。
1970年代后半叶里，巴基斯坦国际航空的机队继续扩展，通过租借和购买它引入了波音707。
在这段时间里，它获得了很好的声誉，被看作是亚洲最好的航空公司，也开始向外国航空公司如索马里航空、馬耳他航空和也門航空提供技术和管理协助或者租借飞机。
1970年代末，一个巴基斯坦国际航空的子公司开始在阿拉伯联合酋长国提供酒店管理服务。

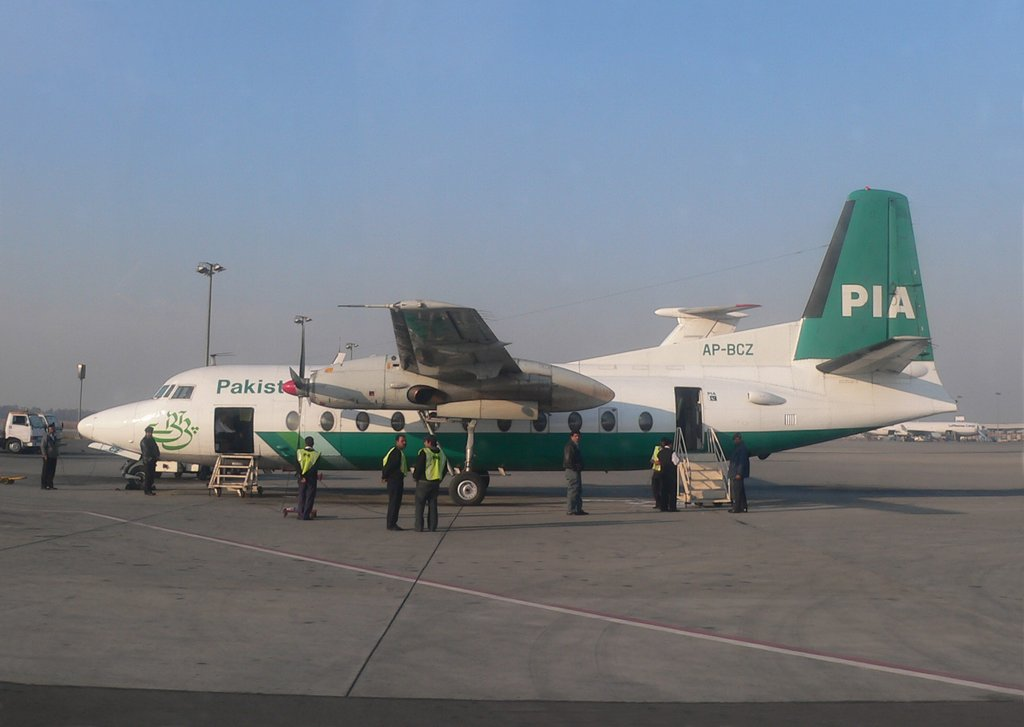
在1990年代里福克F27被巴基斯坦国际航空用作巴基斯坦北部地区服务的主干。

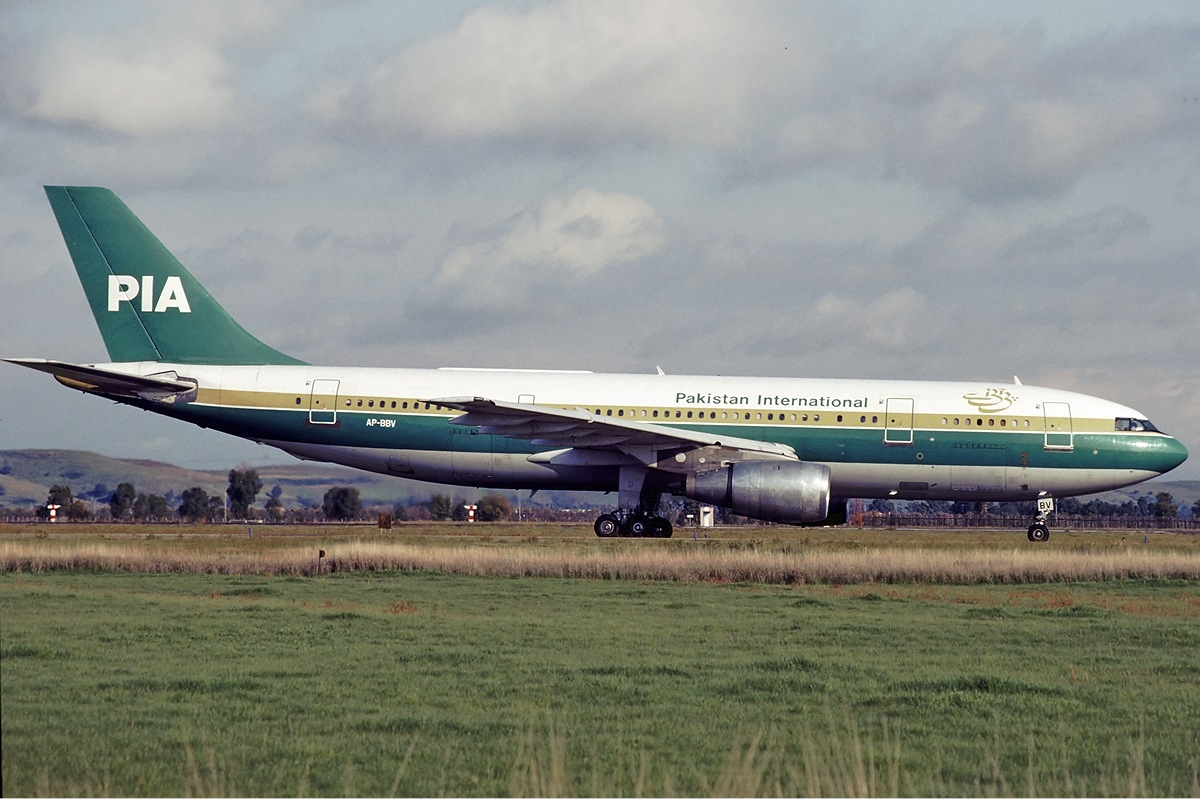
1991年一架巴基斯坦国际航空的空中客车A300在羅馬－菲烏米奇諾機場

#### 1980年代
1980年代初，巴基斯坦国际航空在卡拉奇机场开设了货运中心以及免税商店，在它所有的航班上开始C和D级安全检查，并引入了空中客车A300飞机。
1984年，巴基斯坦国际航空引入了夜间服务，作为日间国内航班的低价选择。此后，巴基斯坦国际航空陆续在卡拉奇、拉合尔和白沙瓦开放了天文馆，展出退役的巴基斯坦国际航空飞机。后来，两架退役的波音720B又先后被捐赠给卡拉奇和拉合尔的天文馆。
1985年，巴基斯坦国际航空引入了五架新的波音737飞机，使得它成为第一个有这么多型飞机的亚洲航空公司。
1987年末和1988年初，巴基斯坦国际航空飞向馬累和多倫多皮爾遜國際機場。
1989年，第一位巴基斯坦女飞行员获得驾驶商用客机的执照，但是她没有加入巴基斯坦国际航空；一年后，首名女飞行员开始驾驶巴基斯坦国际航空的班机。
1980年代中期，巴基斯坦国际航空向阿联酋航空租借了一架空中客车A300和一架波音737，并提供技术和管理协助，来帮助这个新航空公司起步。

#### 1990年代
1991年6月，空中客车提供了巴基斯坦国际航空定购的六架空中客车A310中的第一架飞机。
1992年，巴基斯坦国际航空使用这些新飞机开始飞往塔什干，1993年开始飞往蘇黎世機場。
1994年，巴基斯坦国际航空开始飞往雅加达、富吉拉、巴库和艾因。此外，巴基斯坦国际航空成为三个不同的机票定购系统的顾客。
1994年。巴基斯坦国际航空的一个子公司开始使用波音737，飞跃喀喇昆仑山脉。
1995年，巴基斯坦国际航空购买了一台波音747模拟器，训练其飞行员，並从法国航空买了一架二手的空中客车A300。
1996年，因为夏季乘客骤增，巴基斯坦国际航空短时间租借了一架图波列夫公司生产的圖-154，同年恢复了飞往贝鲁特的航班。
1999年，巴基斯坦国际航空从国泰航空租借了五架波音747-300，取代自己的波音747-200M机队。

#### 2000年代

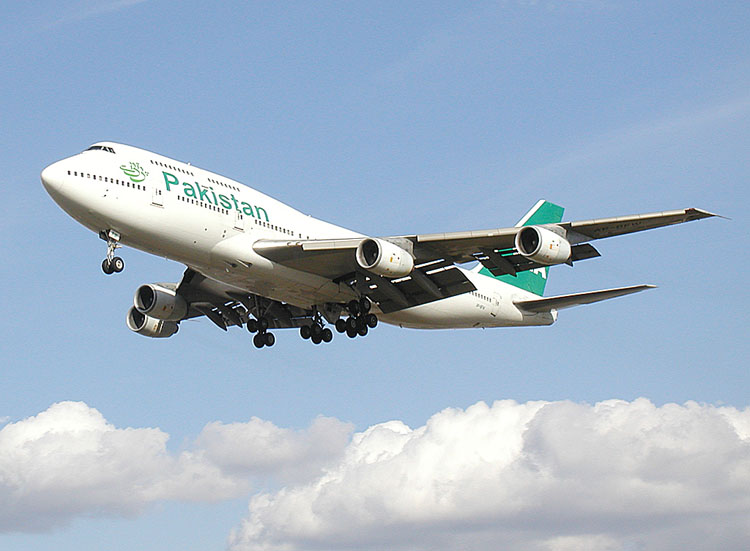
巴基斯坦国际航空的一架波音747-300在英国伦敦希思路机场降落

2002年7月，巴基斯坦国际航空从国泰航空购买了六架波音747-300；其中的五架已经被租借给了巴基斯坦国际航空，第六架此后不久到达，主要被用在北美和欧洲航线上。
2002年10月，在十年没有购买波音新飞机后，巴基斯坦国际航空从波音公司订购了八架波音777；这份订单包括所有三个不同的777型号，三架777-200ER（长距）、两架777-200LR（超长距）和三架777-300ER（大载客量）。
巴基斯坦国际航空是第二个订购777-200LR的航空公司，并以此复苏了这个项目；至此为止，仅仅長榮航空定购了三架这个型号的飞机。
2004年1月，波音向巴基斯坦国际航空交付了第一架777-200ER。
巴基斯坦国际航空为这批777-200ER引入了新的涂装，后来这种新的涂装设计也用在公司的大多数其它飞机上。
巴基斯坦国际航空从空中客车公司直接租借了六架空中客车A310。
2005年11月3日，巴基斯坦国际航空向订购了七架ATR 42，取代其老旧的福克F27。
2005年12月6日，巴基斯坦国际航空从國際租賃財務公司租借了一架新的波音777-200ER，租期为十年，並在2007年1月交付。
2006年2月25日，波音向巴基斯坦国际航空交付了第一架777-200LR，从埃弗里特通过曼彻斯特飞往伊斯兰堡。
通过引入长距飞机巴基斯坦国际航空，开始从2006年3月3日提供从卡拉奇、伊斯兰堡和拉合尔直飞多伦多的服务，也计划直飞美国，但是没有获得美国官方的允许。
2006年5月和12月，交付了巴基斯坦国际航空定购的七架飞机中的两架。此后，巴基斯坦国际航空停止在巴基斯坦北部地区使用军事C-130運輸機提供客运服务。
这些军事飞机是在巴基斯坦国际航空688航班事故后开始使用的。
2006年12月23日，巴基斯坦国际航空获得了它定购的第一架波音777-300ER。

#### 欧盟禁飞
2007年3月5日，欧洲联盟委员会以机队过于老旧，安全有问题为由，禁止巴基斯坦国际航空42架飞机中的35架飞往欧洲，剩下的七架是新的波音777。
这个禁令是在欧洲联盟委员会航空安全局局长亲自检查了这些飞机后下达的；巴基斯坦国际航空声称，这个禁飞令是不公正和歧视性的。
四个月后，2007年7月5日，欧洲联盟航空安全局再次进行检查；被禁飞的35架飞机中，11架被重新允许飞行。这11架飞机中五架是波音747，剩下的六架是空中客车310-300。
2007年11月29日，欧洲联盟完全取消了对巴基斯坦国际航空的禁飞，所有飞机可以飞往欧洲。
为了防止未来再次发生这样的事情，巴基斯坦国际航空从科威特租借了七架新的空中客车A320；本来这些飞机应该在2008年和2009年供货，但是在此前这个合同被取消了。
然而，自2020年6月30日起，因受巴基斯坦國際航空8303號班機空難和隨之爆發的飛行執照爭議，巴基斯坦國際航空再度遭到歐盟無限期禁飛。

#### 目前情况
2012年2月，巴基斯坦国际航空定购了五架波音777-300ER，它们将从2015年开始供货。
2012年8月，巴基斯坦国际航空宣布将再扩充八架飞机，其中包括两架777-200ER、两架波音747-400和四架波音737-800；其中777将于2012年11月供货，其它飞机于2012年12月供货。

## 公司管理

### 结构
巴基斯坦国际航空公司87%的股份是巴基斯坦政府拥有，其它13%是私人拥有。
航空公司受巴基斯坦航空司管理，公司的最高领导是董事会和首席执行官；董事会由九名独立的非经理成员组成，有四个分委员会：审计委员会、商标和广告委员会、经济委员会和人力资源委员会，各委员会有其自己的章程和主席，首席执行官领导航空公司的经理。
航空公司的总部位于卡拉奇机场，在巴基斯坦的数个城市里有分总部。

### 私有化

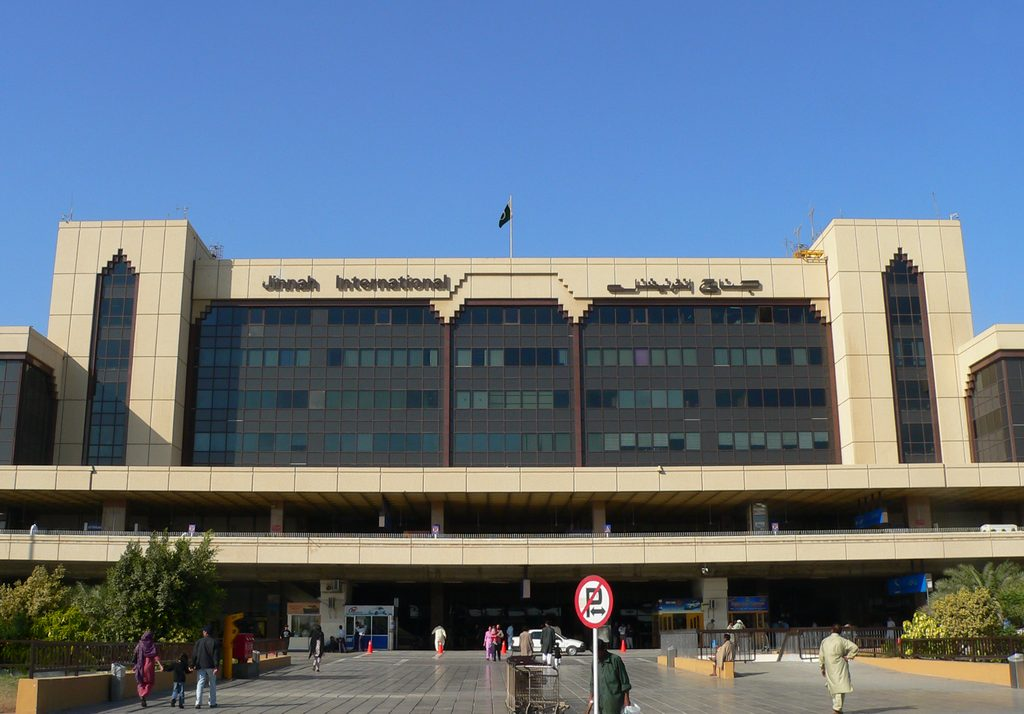
卡拉奇机场，巴基斯坦国际航空的总部位于这座建筑内

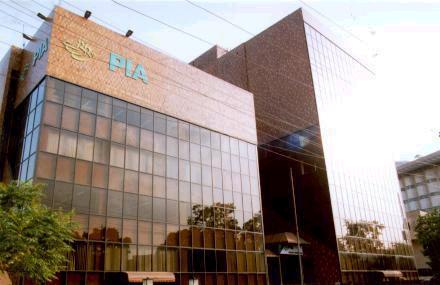
巴基斯坦国际航空在拉合尔的办公室

1990年代末。由于巴基斯坦国际航空不断损失。
巴基斯坦政府曾经考虑把它私有化，並公布了私有化的计划，但是这个计划始终没有施行。
一些把非核心业务外包的措施已经采纳，膳食、地面服务和工程等部门，将逐渐从航空公司里分出来，成为独立的公司。
1997年，巴基斯坦政府聘用世界银行的顾问部门，协助重组和私有化巴基斯坦国际航空，但是最后这个措施没有达成共识。
虽然政府制定了多个私有化的计划，但是至今为止没有找到一个可行的协议。
2009年，2月18日巴基斯坦国际航空决定不再私有化。

### 经济情况
下面的列表显示了从2004年至2011年巴基斯坦国际航空的经济结果。
2011经济年的结算结果，纳税后是损失267.67亿巴基斯坦卢比。从2005年开始此前的六年里，也相继损失。
2009年，由于油价降低、巴基斯坦卢比的兑换值比较稳定已经周转量高，其税后损失降低了83%。但2010年和2011年损失，又骤增到此前的状况。
巴基斯坦国际航空在赢利方面，面临许多问题，如职员数和总的管理问题。一个仅有40架飞机，但是18014名职员的航空公司，需要仔细考虑它的职员数目。
| 年   | 周转（百万巴基斯坦卢比） | 盈利/（损失）（百万巴基斯坦卢比） | 职员数（平均） |
| ---- | ------------------------ | --------------------------------- | -------------- |
| 2011 | 116,551                  | (26,767)                          | 18,014         |
| 2010 | 107,532                  | (20,785)                          | 18,019         |
| 2009 | 94,564                   | (5,822)                           | 17,944         |
| 2008 | 88,863                   | (36,139)                          | 18,036         |
| 2007 | 70,481                   | (13,399)                          | 18,149         |
| 2006 | 70,587                   | (12,763)                          | 18,282         |
| 2005 | 64,074                   | (4,412)                           | 19,263         |
| 2004 | 57,788                   | 2,307                             | 19,634         |

2012年第一季度的报告显示，情况没有任何好转。2012年第一季度报告的税后，损失为78.1亿巴基斯坦卢比，2011年第一季度的税后，损失为42.4亿巴基斯坦卢比。周转也没有提高，2012年第一季度，为264.4亿巴基斯坦卢比；2011年第一季度的周转，為261.8亿巴基斯坦卢比。
此前五年里，巴基斯坦国际航空的旅客量始终在550万人左右，2011年增加到稍微低于600万；客座率则从2010年74%，降低到2011年72%。
| 年   | 客运量（百万人） | 客座率 | 平均乘客旅行距离（千米） |
| ---- | ---------------- | ------ | ------------------------ |
| 2011 | 5.953            | 72     | 2,631                    |
| 2010 | 5.538            | 74     | 2,827                    |
| 2009 | 5.535            | 70     | 2,510                    |
| 2008 | 5.617            | 71     | 2,479                    |
| 2007 | 5.415            | 67     | 2,527                    |
| 2007 | 5.415            | 67     | 2,527                    |
| 2006 | 5.732            | 69     | 2,639                    |
| 2005 | 5.499            | 70     | 2,638                    |

2011年81%的周转来自客运，只有5%的周转来自货运，7.8%来自出售食物和饮料，其它的6%来自超重行李、包机、工程服务、信件等服务。

## 航線
2012年12月，巴基斯坦国际航空有24个国内航線和亚洲、欧洲、北美洲27个国家里38个国际航線。
它的基地为卡拉奇、拉合尔、伊斯兰堡和白沙瓦。
2020年，巴基斯坦国际航空8303号班机空难后，欧洲航空安全局禁止巴基斯坦国际航空公司飞往欧洲。
4年后，巴基斯坦国际航空获得欧洲航空安全局解除禁令，从2024年1月10日恢复欧洲航线。
杜拜是巴基斯坦国际航空的一个重點機場。从巴哈瓦尔布尔、德拉加齊汗、费萨拉巴德、伊斯兰堡、卡拉奇、拉合尔、木爾坦、白沙瓦和奎達均有班机飞往。

### 班号共用
巴基斯坦国际航空与以下这些航空公司有班号共用的协议（2012年12月）：
- 中国南方航空
- 泰國國際航空（星空聯盟）
- 土耳其航空（星空联盟）

## 機隊

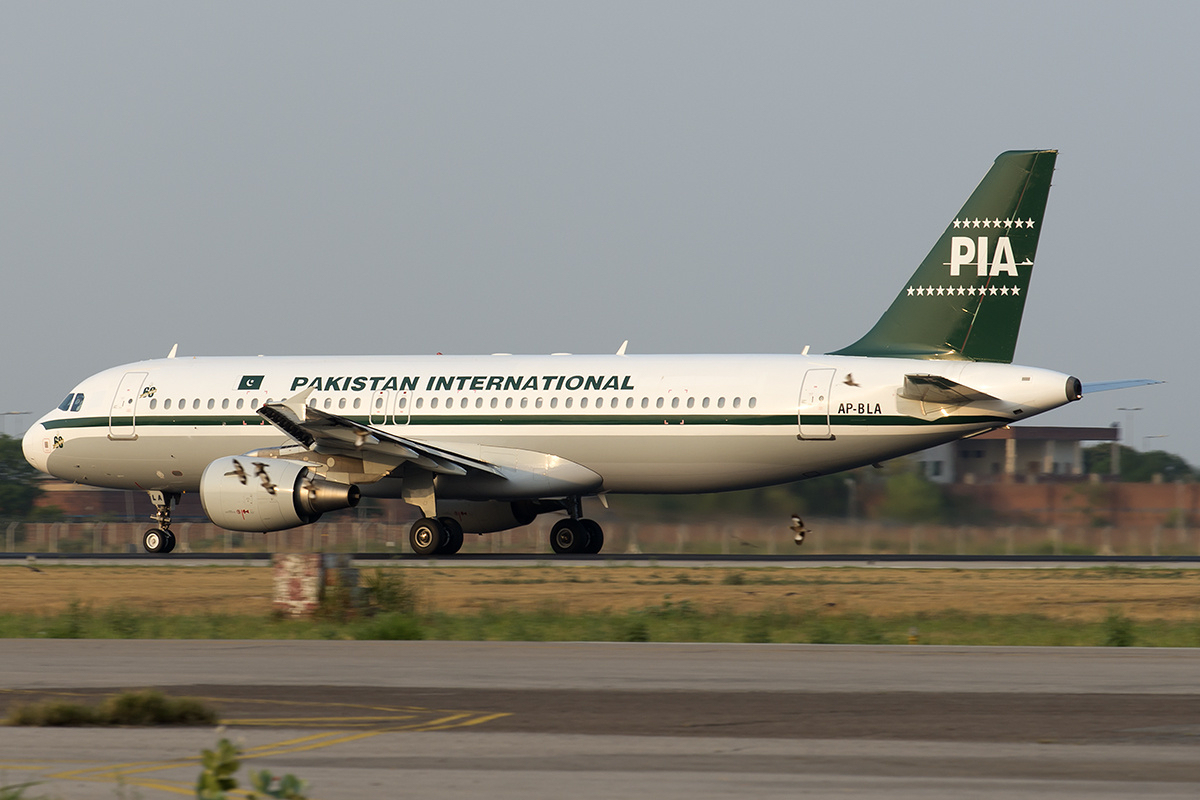
披有复古60年代涂装的空中客车A320-200在阿拉馬·伊克巴勒國際機場

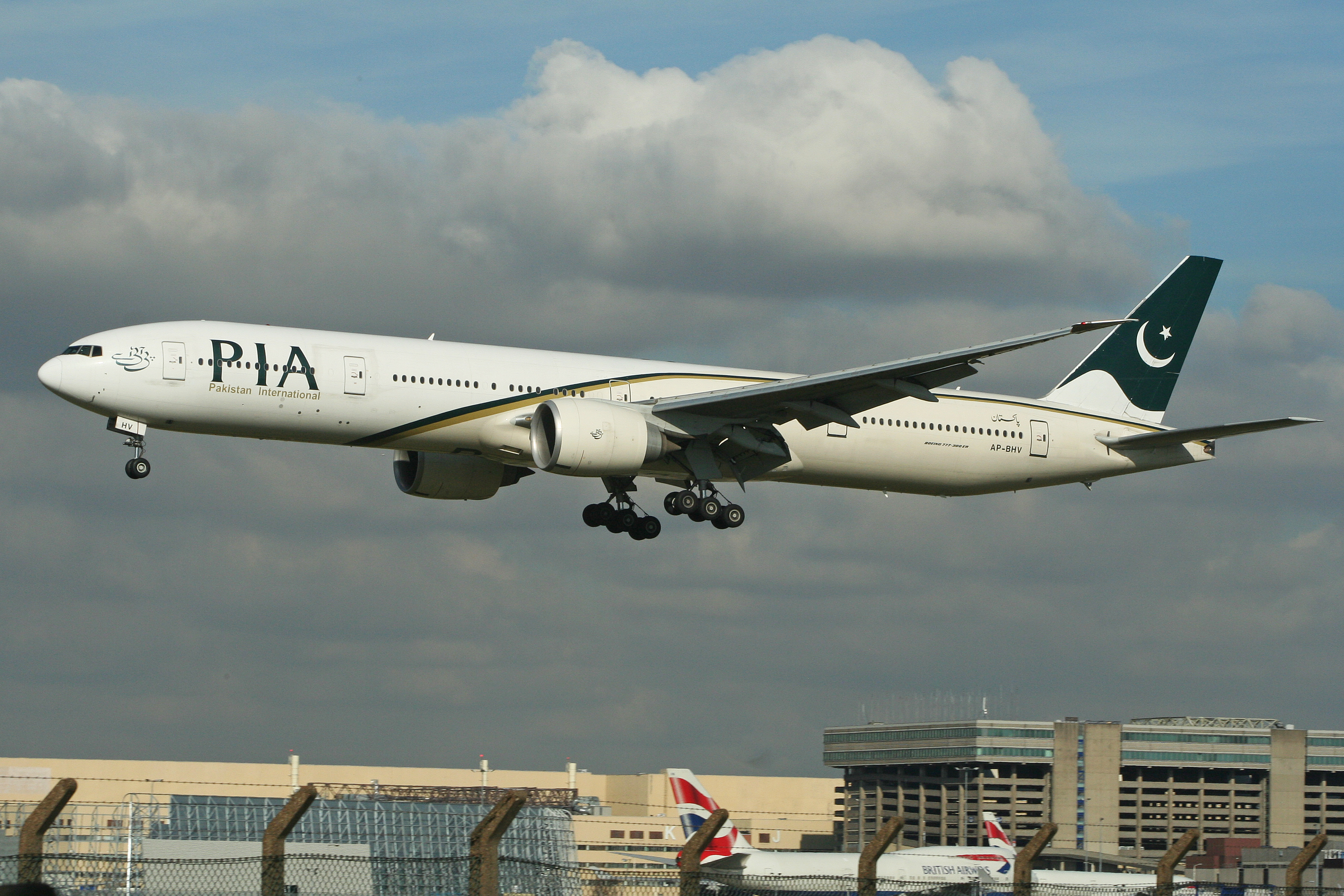
巴基斯坦国际航空波音777-300ER在伦敦希斯路机场降落（2012年）

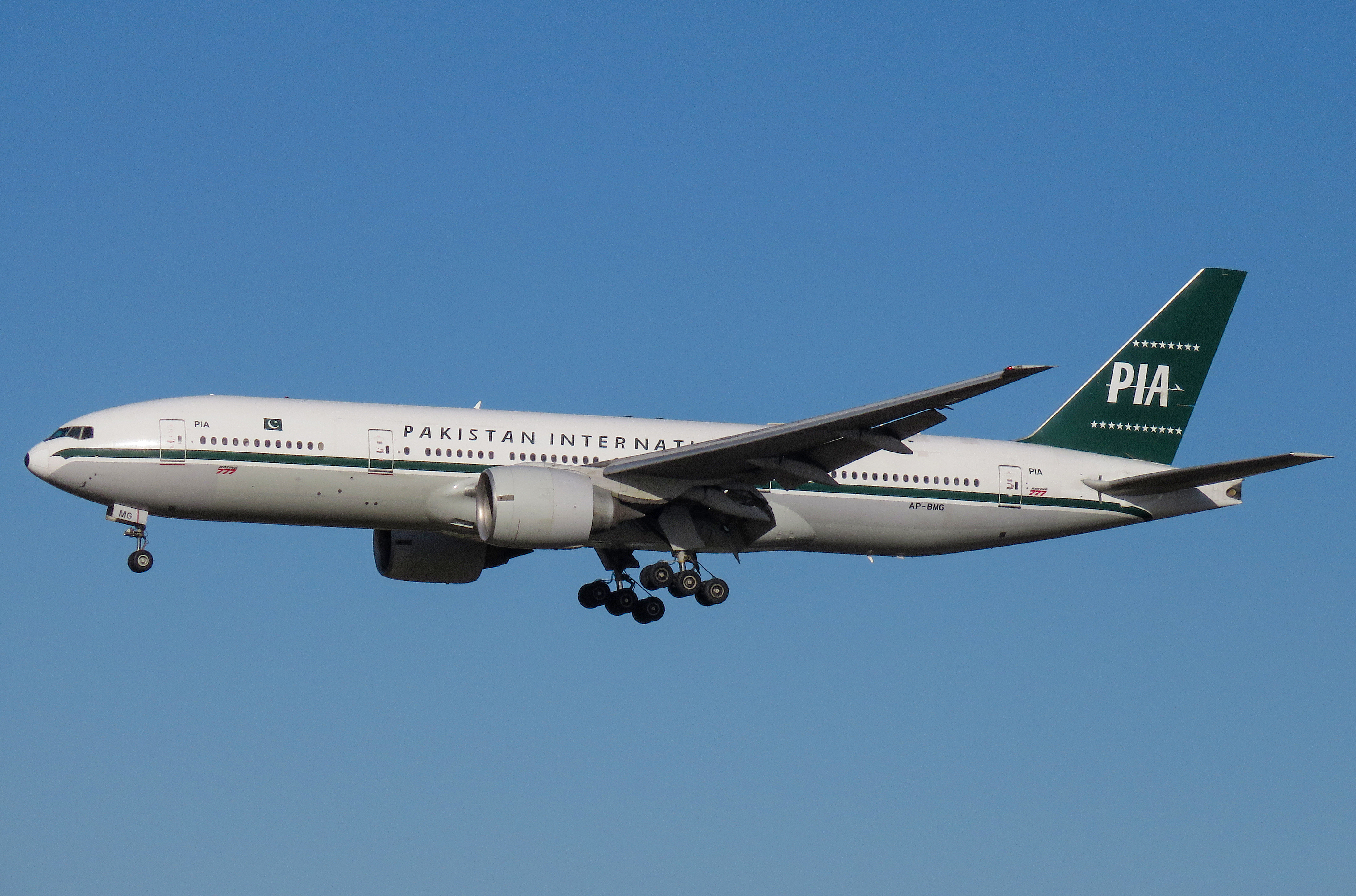
披有复古涂装的波音777-200ER降落在北京首都国际机场（2018年）

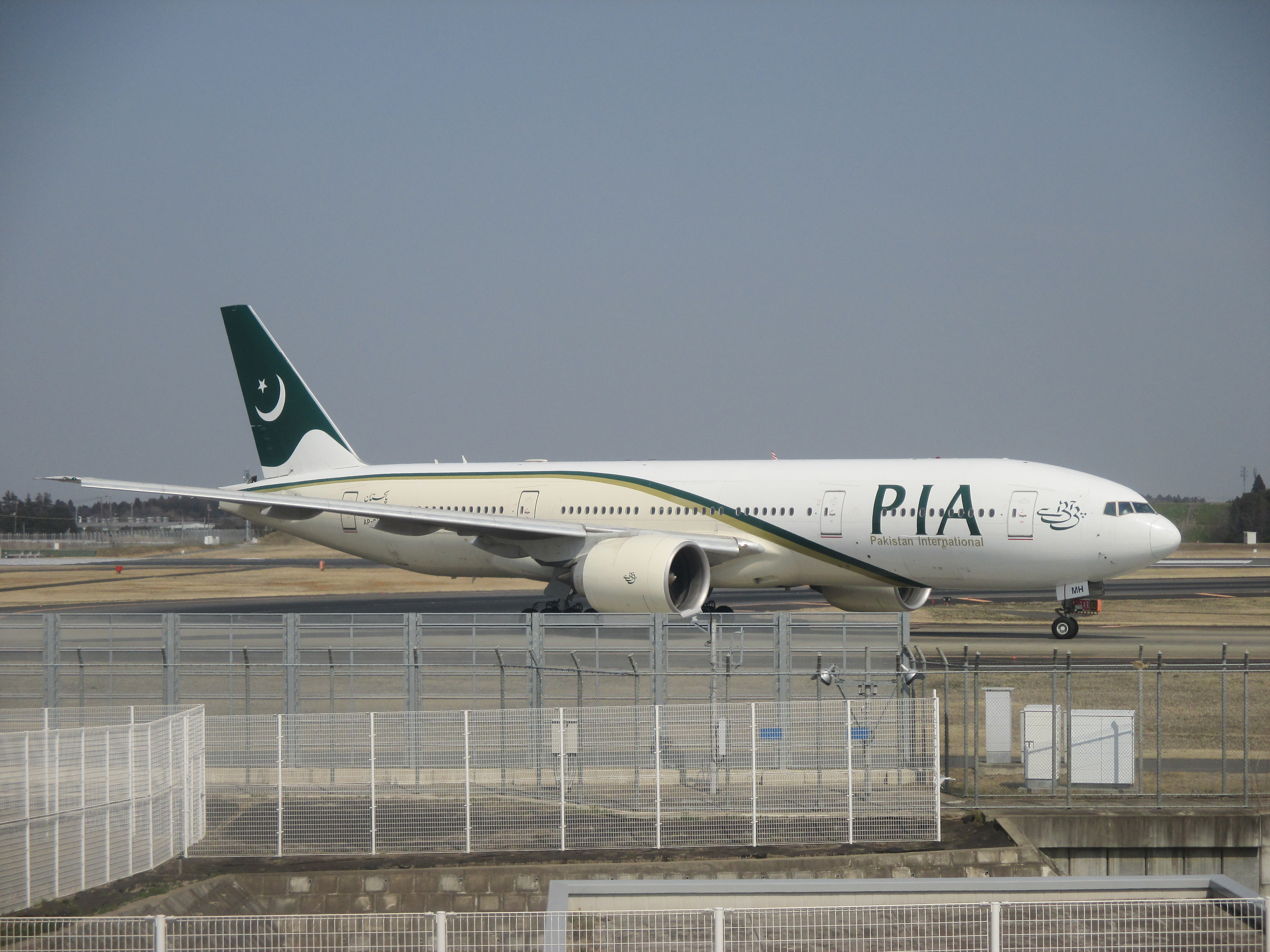
披有新版涂装的波音777-200ER在東京成田國際機場

巴基斯坦航空在2007年與科威特的航空租賃和融資公司（Aviation Lease and Finance Company，AFAFCO）達成協議，租賃7架全新A320客機，以取代波音737-300客機。新飛機原定於2009年起投入服務，但由於交易方面出了問題，此協議宣告取消。
在2009年第一季，巴基斯坦航空欲乾租3架A300或A310，2-3架波音737-300或400，但沒有成事。同年4月，巴基斯坦航空向傳媒發布飛機新訂單的的最終定案，在A320或波音737之間選購27架窄體客機。
截至2016年4月，巴基斯坦國際航空的機隊擁有以下飛機： 

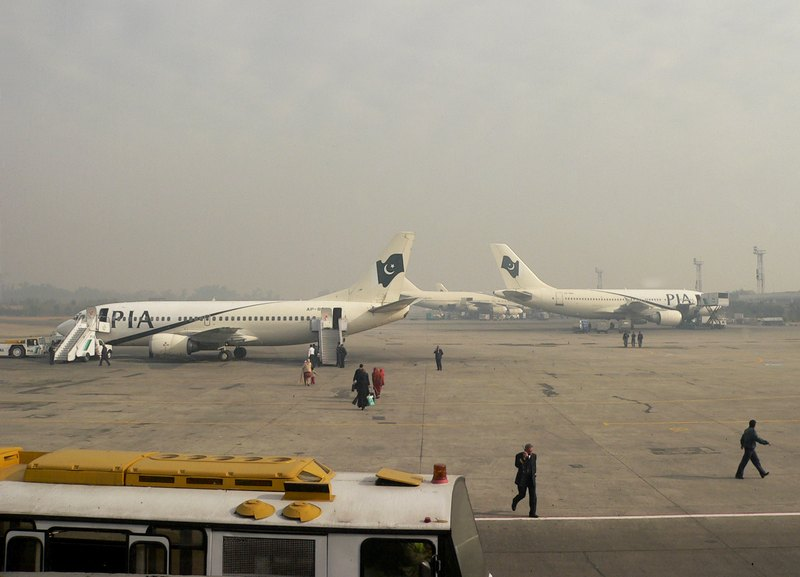
數架巴基斯坦國際航空的飛機停泊在伊斯蘭堡

### 外表喷漆
2003年12月，巴基斯坦国际航空在引入其首批777-200ER和两架租借的A310-300时，第一次使用了新的外表喷漆。
这个新设计前部是白色的，后部是米色的；一道深绿色的条纹，将两部分分开。机尾是白色的，用深绿色写着的字样。
机身的前部，写有，引擎漆成米色。在驾驶舱的后面用乌尔都语的美体字，写有。
2006年初，巴基斯坦国际航空展示了一个新的机尾图案，代表巴基斯坦的四个省：信德省、旁遮普省、开伯尔－普赫图赫瓦省和俾路支省。
机尾的图案设计，宣传这四个省的文化，同时在机身的后部写有相应省份城市的名称。
机尾的前部显示围巾、衬衣、布料等边缘的传统编织的图案。旁遮普省的图案有点类似拉合尔瓦齊爾汗清真寺的瓦片装饰。俾路支省的机尾图案现实地毯上的大胆几何图形，这些图形往往是红色的。信德省的图案是受哈拉瓦片装饰的影响。这些装饰一般是蓝色和白色的花卉图案。
2008年，巴基斯坦国际航空停止了身份机尾的使用，认为它们太昂贵了。
2010年4月初，巴基斯坦国际航空展示了他们的新机身喷漆设计；各一架空中客车A310、波音777-200和波音747-300是获得这个新外貌的第一批飞机。新外貌的展示使用的是那架波音777。
新设计包括绿色和金色的条纹沿机身下部一直到机尾。上部和前部是白色的，后部和下部是米色的。整个尾翼显示一面深绿色的飘扬的巴基斯坦国旗。机身前部，写有深绿色的字样，其下写有金色的。在驾驶舱的后面以及在引擎上，写有乌尔都语美体字的巴基斯坦国际航空标志，在机腹上也写有大写的“巴基斯坦”的字样。

### 历史机队

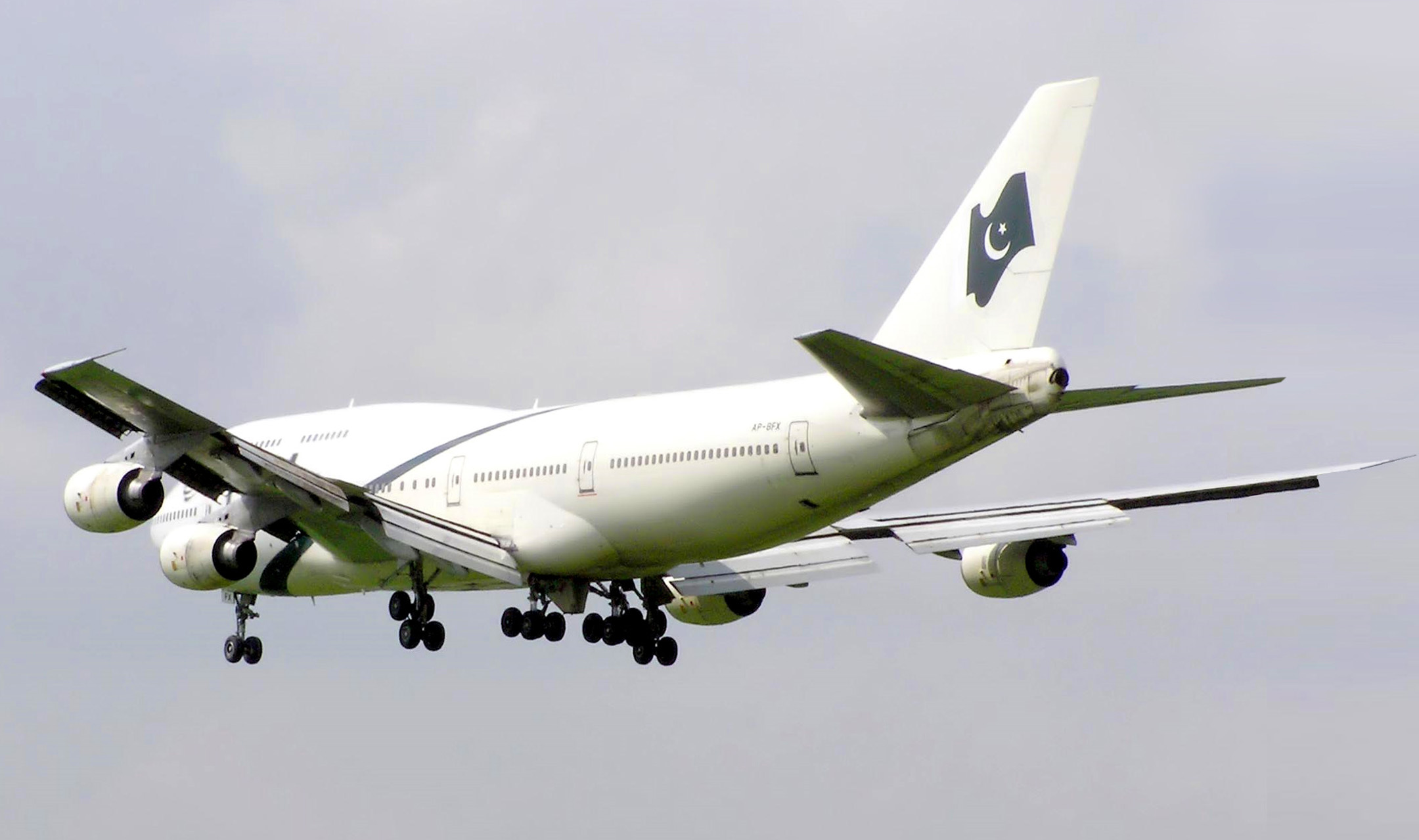
波音747-300即將抵達倫敦希斯路機場（攝於2004年）

| 机型                      | 引进年份 | 退役年份 |
| ------------------------- | -------- | -------- |
| 空中客车A300B4-200        | 1980     | 2005     |
| 空中客车A310-300          | 1991     | 2016     |
| 空中客车A321              | 2006     | 2007     |
| 空中客车A330-300          | 2016     | 2017     |
| 波音707-340C              | 1960     | 1998     |
| 波音720B                  | 1962     | 1986     |
| 波音737-300               | 1985     | 2014     |
| 波音737-800               | 2014     | 2015     |
| 波音747-200B              | 1976     | 2005     |
| 波音747-200BM             | 1979     | 2011     |
| 波音747-300               | 1999     | 2015     |
| 康维尔240                 | 1955     | 1959     |
| 德哈維蘭加拿大DHC-6       | 1970     | 2001     |
| 道格拉斯DC-3              | 1955     | 1967     |
| 道格拉斯DC-8-21F          | 19??     | 19??     |
| 道格拉斯DC-8-61F          | 19??     | 19??     |
| 福克F27                   | 1961     | 2006     |
| 霍克薛利三叉戟1E          | 1966     | 1970     |
| 洛克希德L-100-382B-4C     | 1966     | 1966     |
| 洛克希德L-1049C超级星座式 | 1954     | 1969     |
| 洛克希德L-1049H超级星座式 | 1958     | 1969     |
| 麦道DC-10-30              | 1974     | 1986     |
| 米尔Mi-8MTV-1             | 1995     | 1997     |
| 西科斯基S-61N             | 1963     | 1967     |
| 图-154                    | 1996     | 1996     |
| 维克斯子爵815             | 1956     | 1966     |

## 服务

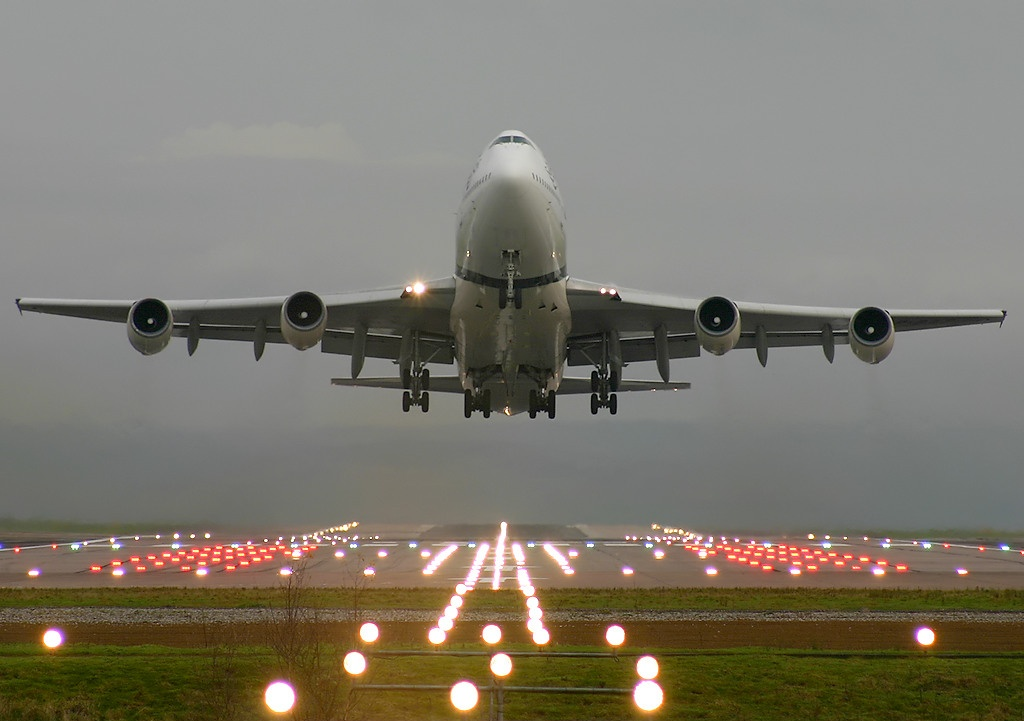
一架波音747-240MB在曼彻斯特机场

### 舱内服务
巴基斯坦国际航空在国内航线上有三个等级：商務艙、優質經濟艙和經濟艙。在国际航线上有两个等级：商务舱和经济舱。
根据巴基斯坦国际航空2007年的年度报告，其客座率为69%，比2006年降低了一个百分比。
在所有波音777和一些空中客车A310飞机上，商务舱的座位可以平躺下来。

### 报刊
巴基斯坦国际航空免费向所有航班所有旅客提供其飞行杂志（乌尔都语《旅伴》）和常用的英语和乌尔都语報紙、杂志。
Humsafar杂志是1980年创办的，航空公司自己出版，每两月一期。

### 飞行常客奖励计划
巴基斯坦国际航空的飞行常客奖励计划称为（巴基斯坦国际航空优惠奖赏）。
通过它，旅客可以获得免费机票、超重行李券、坐舱升级和一些其它奖赏、特别服务和减价。
优惠奖赏分三个等级：祖母绿、绿宝石和金刚石。通过搭乘巴基斯坦国际航空的飞机，以及购买巴基斯坦国际航空合伙伙伴的产品和服务，乘客可以获得优惠奖赏的里程。

### 餐饮
巴基斯坦国际航空餐饮是航空公司食品的主要提供者，每日可以生产1.5万份客餐。从2006年开始，客餐的管理被交给了新翔集團有限公司。
巴基斯坦国际航空餐饮向旅客提供特别的食品，满足旅客饮食习惯和宗教规定；由于宗教规定，巴基斯坦国际航空在飞行中不提供含酒精的饮料。

## 货运
巴基斯坦国际航空在巴基斯坦国内拥有一个货运系统。
1970年代初，巴基斯坦国际航空曾经提供一个叫做“空中特快”的服务，在机场间提供文件和包裹运送。
1974年，巴基斯坦国际货运开始使用两架波音707-320C运行，提供去往中东和欧洲的服务。1990年代后期，这两架飞机的最后一架退役后，这个服务停业。
巴基斯坦国际货运在巴基斯坦国内以及向国际目标提供货运服务，其中包括肉类和蔬菜、纺织品、纸制品、实验室器械和空邮。
2003年，巴基斯坦国际航空开辟了，是一个卡拉奇、拉合尔和伊斯兰堡之间的快运服务，一年内扩展到12座城市。
今天，该航空公司提供巴基斯坦内70多个地方的运输服务。从2004年至2007年4月，巴基斯坦国际航空货运使用两架通过MNG航空租借的空中客车A300货运机，飞往哈恩和卢顿，起初还飞往阿姆斯特丹、巴塞尔和科隆。

## 捐助
巴基斯坦国际航空在巴基斯坦国内外捐助各种活动。
1990年代，巴基斯坦国际航空使用三条绿色的条纹，显示它对体育的捐助。它捐助巴基斯坦航空曲棍球甲级队参加国际比赛，还捐助了巴基斯坦國際航空公司足球俱樂部，以及巴基斯坦A1车队参加A1GP汽车大奖赛。
巴基斯坦国际航空资助每年夏季在巴基斯坦北部举办的马球比赛。
从1958年开始，巴基斯坦国际航空拥有自己的体育队，在巴基斯坦促进曲棍球、棒球、足球、壁球、马球、网球、桥牌、象棋、乒乓球、自行车和健美等体育。
巴基斯坦国际航空自己的童军组织与巴基斯坦童军协会合作。2005年克什米尔大地震后，巴基斯坦国际航空童军组织与其它福利组织合作进行营救工作。
巴基斯坦国际航空是“2007年目标巴基斯坦”庆祝会的官方资助人，当年一些飞机上添加了庆祝会的标志。
2008年，巴基斯坦国际航空和移动电话公司使用移动电话网络，向旅客提供“航空电子信件”。
渣打銀行和巴基斯坦国际航空一起启动允许旅客获得航空优惠的信用卡。
2009年，巴基斯坦国际航空是巴基斯坦物流博览会的金资助人，这个博览会的重点在于展示正在成长的巴基斯坦物流业。
巴基斯坦国际航空在卡拉奇和拉合尔各有一个天文馆，观众可以在那里看展览的飞机以及天文表演。
巴基斯坦国际航空园艺是1996年设立的，在巴基斯坦国际航空的办公室以及在庆典的时候展览花卉，在巴基斯坦全国获得奖赏和赞扬。
航空公司资助巴基斯坦境内的多个非营利组织。2009年，巴基斯坦国际航空与快餐连锁店麦当劳合作，向旅客提供廉价食品和升级。
巴基斯坦国际航空拥有三座旅店。

## 成就

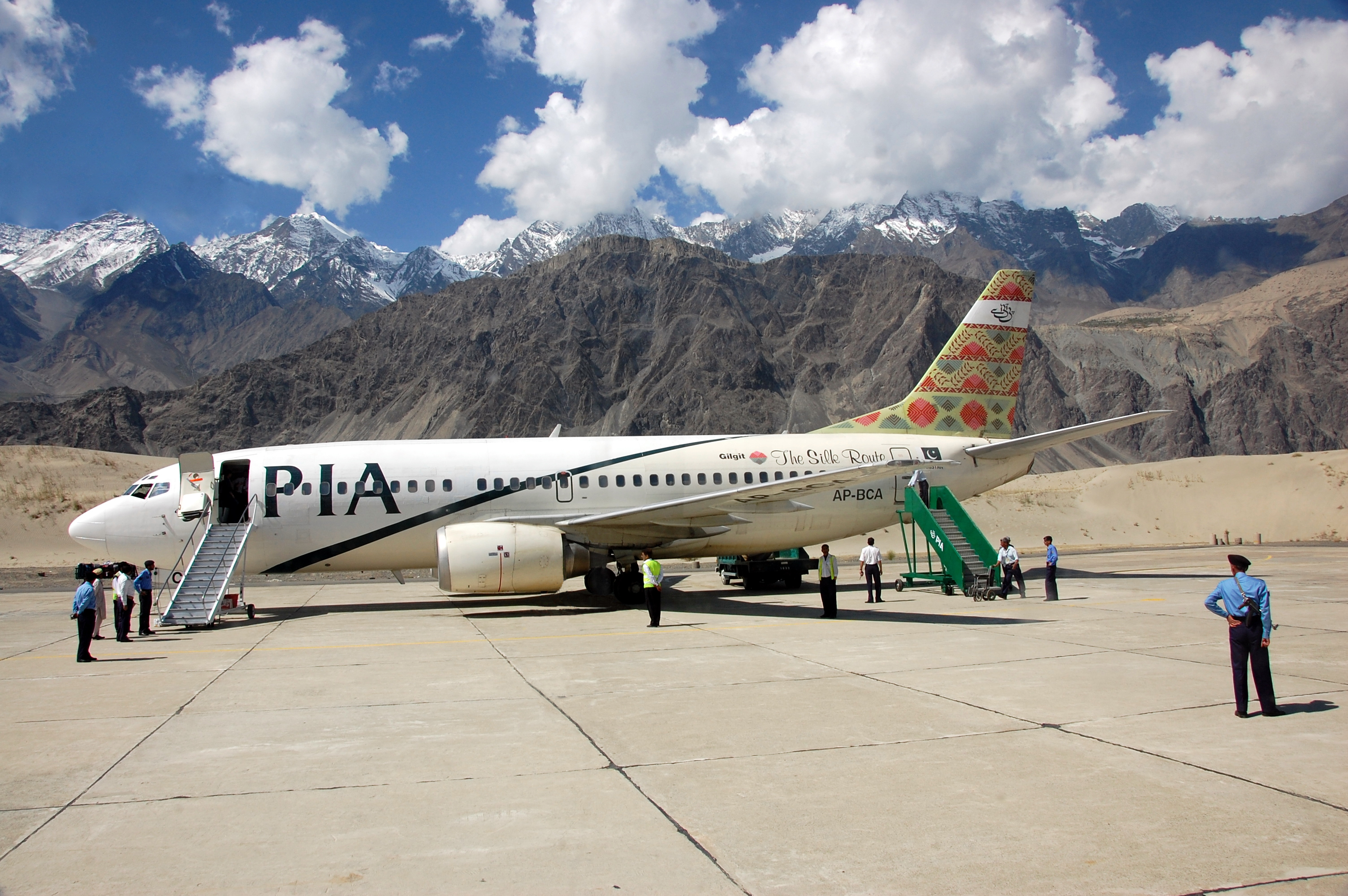
巴基斯坦国际航空是亚洲第一家获得波音737–300的航空公司

- 第一个使用超级星座飞机的亚洲内陆国家和伊斯兰教国家航空公司
- 第一个使用喷气式飞机的亚洲航空公司
- 第一个获得美国联邦航空管理局和英国民用航空管理局维护允许的亚洲航空公司
- 第一个飞往中华人民共和国的非社会主义国家航空公司
- 第一个引入波音737-300的亚洲航空公司
- 巴基斯坦的第一台计算机，一台IBM1401，设置在巴基斯坦国际航空
- 第一个使用飞跃喀拉昆仑山航线飞往中华人民共和国的航空公司
- 第一个在跨洲际航班上放映电影的航空公司
- 巴基斯坦国际航空在卡拉奇设立了巴基斯坦的第一座天文馆
- 南亚第一个使用自动售票机设施的航空公司
- 第一个飞往新独立的乌兹别克斯坦首都塔什干的航空公司
- 第一个飞往奥斯陆的亚洲航空公司
- 第一个提供使用移动电话定座位的南亚航空公司
- 第一个使用全部女性机组人员的巴基斯坦航空公司
- 2006年法兰克福机场授予巴基斯坦国际航空乘客增长最快的航空公司的名誉
- 第一个同时引入波音777-200ER、777-200LR和777-300ER的航空公司
- 2008年巴基斯坦国际航空在国内获得年度商标、顾客评价最佳和最佳航空公司奖
- 在其起步时期阿联酋航空、新加坡航空和斯里兰卡航空公司获得巴基斯坦国际航空的大量协助
- 从2010年至2012年巴基斯坦国际航空连续三年获得沙特阿拉伯航空总管理局的赞赏[47]

## 特殊运作

### 包机服务
巴基斯坦国际航空使用飞机为石油和天然气公司，提供去往信德省和巴基斯坦其它地区的包机服务。
它也使用波音747，向联合国维持和平部队提供过飞往非洲和东欧的包机服务。

### 朝觐飞行
每年朝觐之前和之后一个月里，巴基斯坦国际航空操作去往沙特阿拉伯吉达，有时也去往麦地那的飞行。
巴基斯坦国际航空每年使用它的波音747-300和777-200ER飞机，运送13万从卡拉奇、拉合尔、伊斯兰堡、白沙瓦、奎達、费萨拉巴德、木爾坦、锡亚尔科特和蘇庫爾去往沙特阿拉伯朝觐的旅客。

### 运输政府官员
巴基斯坦国际航空始终为巴基斯坦政府官员服务，总统和总理访问外国时，始终使用巴基斯坦国际航空的飞机。
1990年代末，贝娜齐尔·布托和納瓦茲·謝里夫政府在进行官方外访时，使用一架波音737-300。
这架飞机戴政府喷漆，但是在年代末重新喷漆成航空公司的官方喷漆；1999年军变后，这架飞机被还给了巴基斯坦国际航空。
此后总统和总理在外出访问时，使用巴基斯坦国际航空的一架空中客车A310-300，偶尔也适用该航空公司的班机。
2007年2月，卡塔尔政府把它的一架要员空中客车A310送给巴基斯坦政府，终结了政府使用巴基斯坦国际航空飞机的必要性。

## 事故
从它开始营业至今巴基斯坦国际航空有七架飞机坠毁。平均每一百万次飞行的死亡率为五人。

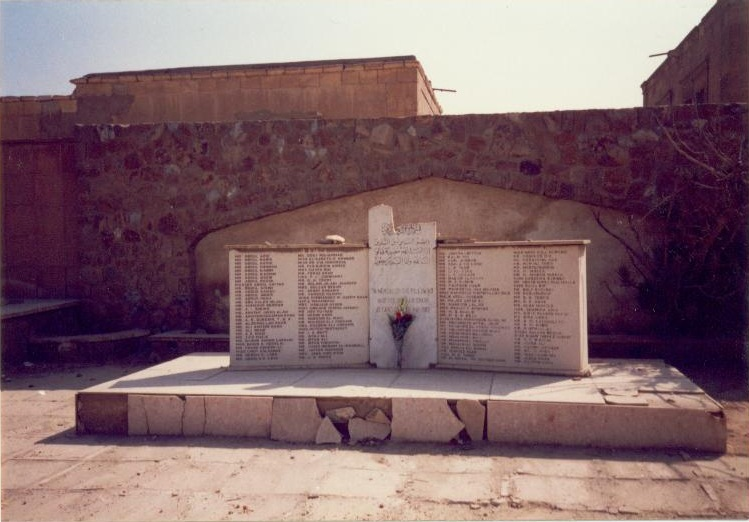
1965年5月20日巴基斯坦国际航空705次班机在开罗坠毁处的死者纪念馆

- 1959年5月18日，一架維克斯子爵在伊斯兰堡机场着陆时，被破坏到无法修复[50]。
- 1959年8月14日，一架维克斯子爵在卡拉奇国际机场中两个引擎不工作训练飞行坠毁，两人丧生[51]。
- 1965年5月20日，巴基斯坦国际航空705号航班波音707在开罗国际机场着陆时发生空难，119人死亡。
- 1966年2月1日，巴基斯坦国际航空17号航班西科斯基直升机在飞往东巴基斯坦时坠毁，23人死亡，一人幸存。
- 1978年1月20日，一架位于卡拉奇的巴基斯坦国际航空飞机被一名持枪者劫持，劫机人要求飞往印度，机上有22名乘客；巴基斯坦国际航空总裁努尔·坎上机与劫机人谈判。坎在与劫机人格斗时被射中，但是依然能够夺取他的武器[52][53]。
- 1979年11月26日1:29，巴基斯坦国际航空740号航班波音707-340C在吉达国际机场起飞，飞往卡拉奇后坠毁。
- 1981年3月2日，三名持枪者在飞往喀布尔时，劫持巴基斯坦国际航空326号航班。上百名旅客在这架波音720上待了近两个星期，巴基斯坦才释放了55名犯人。一名巴基斯坦外交官被劫机者谋杀[54]。
- 1986年10月23日，一架福克F-27在接近白沙瓦机场时坠毁；机上54名乘客和机组人员中，13人死亡[55][56]。
- 1989年8月25日，巴基斯坦國際航班404號班機，福克F-27在吉尔吉特机场（英语：Gilgit Airport）起飞后，撞山坠毁；机上54名乘客和机组人员，全部死亡[57]。
- 1992年9月28日，巴基斯坦国际航空268号航班空中客车A300B4-203，在接近加德滿都特里布万国际机场时坠毁；机上167人，全部死亡。
- 1998年5月25日，巴基斯坦国际航空544号航班福克F-27被劫持，所有乘客和机组人员得以逃脱。
- 2006年7月10日12:05，巴基斯坦国际航空688号航班福克F-27载从木尔坦经过拉合尔去伊斯兰堡的路上，在木尔坦国际机场起飞数分钟后引擎起火，在一块田野上坠毁[58][59]；机上41名乘客和四名机组人员全部死亡。
- 2016年12月7日，一架编号为AP-BHO的ATR 42-500执行奇特拉尔至伊斯兰堡的661号班机，在阿伯塔巴德县坠毁。[60]
- 2020年5月22日，一架编号为AP-BLD的空客A320-214执行拉合尔至卡拉奇的8303号航班，在卡拉奇真纳国际机场附近坠毁。[61]